# Phyllodoce novaehollandiae
Phyllodoce novaehollandiae är en ringmaskart som beskrevs av Johan Gustaf Hjalmar Kinberg 1866. Phyllodoce novaehollandiae ingår i släktet Phyllodoce och familjen Phyllodocidae. Inga underarter finns listade i Catalogue of Life.